# Pat Conroy
Pat Conroy (Atlanta, 26 oktober 1945 – Beaufort (South Carolina), 4 maart 2016) was een Amerikaans schrijver.

## Biografie
Conroy werd geboren in 1946 als zoon van kolonel Donald Conroy (1921-1997). Zijn eerste boek schreef Conroy in 1970. Zijn tweede boek The Water Is Wide was een verhaal gebaseerd op zijn echte leven. Zijn eerste roman kwam in 1976 uit. Dit boek werd in 1979 verfilmd met Robert Duvall in de hoofdrol. Zijn bekendste roman was The Prince of Tides'. Ook dit verhaal werd verfilmd in 1991 met Nick Nolte en Barbra Streisand.
Conroy overleed in 2016 op 70-jarige leeftijd.